# توفيق فاخوري
توفيق شاكر فاخوري (1935 - 26 نوفمبر 2020)، رجل أعمال أردني ومؤسس بنك الأردن.

## مسيرته
ولد في عام 1935 بقرية جبع في القدس لأسرة متواضعة، وحين بلغ السابعة السابعة عشر، وبعد حرب 1948، غادر فاخوري إلى السعودية ليعمل في المقاولات، وفي البداية عمل كمراقب للعمال، وكان أجره اليومي وقتذاك 12 ريال، إلا أنه ترك تلك الوظيفة بعد 20 يوم فقط لقلة الأجر، ثم انتقل إلى العمل في المقاولات وتمكن من تأسيس شركة للمقاولات باسم «إقبال» تيمنًا بالكاتب الباكستاني محمد إقبال الذي كانت مؤلفاته رائجة في المملكة في الخمسينيات، وعلى مدار السنوات التالية تمكنت شركته من الحصول على تعاقدات جيدة، تمكن من خلالها من الحصول على رباح سدد بها ديون والده. وفي عام 1979، وبعد بقاءه في المملكة لنحو ثلاث وعشرين عامًا، عاد إلى الأردن مع عائلته، وبدأت مسيرته الحقيقية مع شراءه لحصص في بنك الأردن، والتي بلغت قيمة تزيد عن 15 مليون دينار، ليصبح أحد ملاك البنك وعضوًا في مجلس الإدارة، ليرأس مجلس الإدارة في 1987، ثم اتجه إلى الاستثمار في التصنيع والتجارة، ليؤسس في عام 1992 مصنعًا للدخان، ثم شركات للتجارة والطباعة والتغليف بعد عامين، ليؤسس بعدها شركة «الإقبال للاستثمار»، وهي شركة مدرجة في بورصة عمان وتستثمر فيها صناديق استثمار أوروبية، وعملت شركاته في مشاريع ضخمة كمشروع بناء فندق «ريتز كارلتون» في العاصمة الأردنية، والذي تصل فيه قيمة الاستثمارات إلى 300 مليون دولار، ولاتزال الأعمال جارية فيه إلى الآن. وقد أسس فاخوري شركة استثمارية في إسبانيا خاصة بلوجسيتيات ونقل وتوزيع النفط. ويعمل في شركاته المختلفة ما يزيد عن 3000 موظف.

## الوفاة
توفى ظهر الخميس الموافق 26 نوفمبر 2020 عن عمر ناهز 85 عامًا.

## الحياة الخاصة
له ثلاث أبناء وابنتان. من بينهم شاكر توفيق فاخوري (ولد 1969) الذي خلف والده في منصب رئيس مجلس إدارة بنك الأردن منذ 2007، كما يشغل مناصب إدارية في مؤسسات أخرى، ووليد توفيق فاخوري (ولد 1972) وقد تم تعيينه كرئيس تنفيذي للبنك العربي الإسلامي في فلسطين في 1999 وأصبح لاحقًا رئيس مجلس الإدارة، ويشغل منصب نائب رئيس مجلس إدارة بنك الأردن.

## وصلات خارجية
- حوار لتوفيق فاخوري مع جريدة الدستور.